# Corc comú
El corc comú o corc comú dels mobles (Anobium punctatum) és una espècie de coleòpter de la família dels ptínids. És un dels corcs de la fusta més freqüents d'Europa. En la natura tenen un paper en el cicle de descomposició dels arbres morts. En l'àmbit humà poden crear danys considerables a objectes i estructures de fusta.

## Cicle biològic

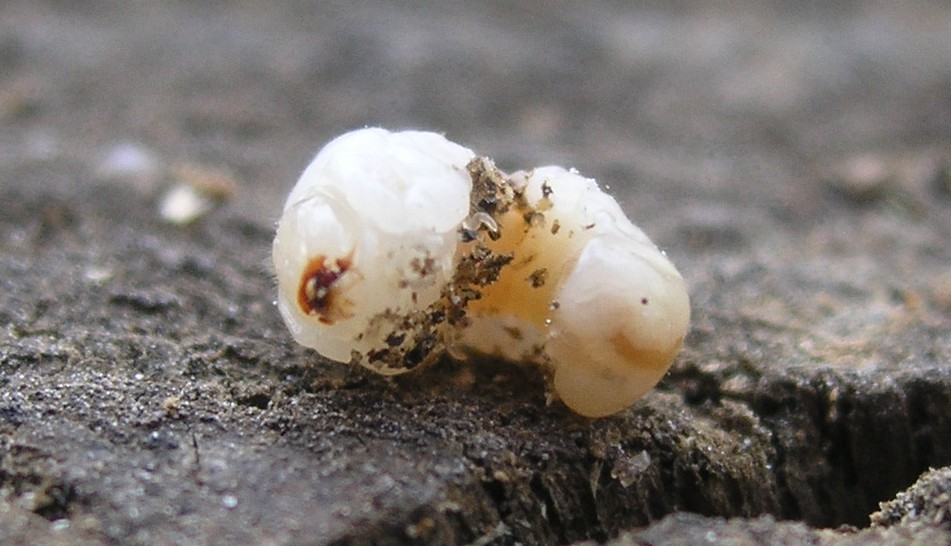
Larva

Les femelles ponen els ous en clavills i fissures de la fusta en un ambient preferentment humit, i les fustes toves o l'albeca de fusta més dura. En fusta dura poden proliferar-se amb l'ajuda preliminar de fongs. Immediatament després de sortir de l'ou, unes dues setmanes després de la posta, les larves, en forma de petits corcs blancs, comencen a foradar-se fusta endins. Depenent del grau d'humitat i el contingut en proteïnes de la fusta, el seu desenvolupament pot durar de dos a tres anys. Un període prou llarg per causar danys força greus. Passa per l'estadi de pupa i finalment sorgeix l'adult, de color marró fosc amb uns xicotets puntets (que explica el seu epítet llatí punctatum), allargat i amb el cap ben diferenciat de la resta del cos. L'adult, alat, rosega un forat circular d'un a dos mil·límetre de diàmetre per a sortir. L'adult viu dos a tres setmanes, sense nodrir-se.
No transmeten malalties a l'home i no són, doncs, considerats com plaga sanitària. Tot i això, les larves són l'hostes d'un paràsit, Scleroderma domestica, que pot produir picadures doloroses en les persones. Per objectes i construccions de fusta ans al contrari són una amenaça considerable.

## Tractament i prevenció
En llocs secs i escalfats les larves no sobreviuen gaire. Pot ésser suficient dipositar l'objecte infectat en tal lloc per a matar totes les larves. Els danys més importants es fan en llocs frescs i humits, com cellers, o inhabitats com velles esglésies o cases abandonades, on infiltracions d'aigua per petits estralls al teulat o finestres trencades, ràpidament creen un biòtop ideal. Es tracten amb insecticides líquids. El petroli inodor també és utilitzat. Per a mobles i objectes d'art de gran valor es crea un buit al qual després s'insufla diòxid de carboni o gasos inerts. Si es tracta d'obres de gran valor o infeccions greus d'estructures mestres s'aconsella de consultar un especialista. En la construcció nova s'ha de vetllar a la qualitat de la fusta i evitar bigam amb massa albeca. Existeixen tècniques d'impregnació que protegeixen contra corcs i fongs, que sovint actuen en sinergia.
La Generalitat de Catalunya ha creat el 1980 el Centre de Restauració de Béns Mobles de Catalunya (CRBMC) amb unes instal·lacions capdavanteres per a la preservació i la restauració d'objectes patrimonials. És obert també als particulars que necessiten consell o tractament d'una obra en mal estat.